# Танака Юкі
Танака Юкі (нар. 7 березня 1990) — колишня японська тенісистка.
Найвищу одиночну позицію світового рейтингу — 308 місце досягла 11 вересня 2017, парну — 214 місце — 29 серпня 2016 року.
Здобула 1 одиночний та 6 парних титулів туру ITF.
Завершила кар'єру 2019 року.

## Фінали ITF

### Одиночний розряд: 7 (1–6)
| Легенда          |
| ---------------- |
| турніри $100,000 |
| турніри $75,000  |
| турніри $50,000  |
| турніри $25,000  |
| турніри $15,000  |
| турніри $10,000  |

| Фінали за покриттям |
| ------------------- |
| Тверде (1–4)        |
| Ґрунт (0–1)         |
| Трава (0–0)         |
| Килим (0–1)         |

| Результат | Ранг | Дата            | Турнір                   | Покриття  | Суперниця           | Рахунок       |
| --------- | ---- | --------------- | ------------------------ | --------- | ------------------- | ------------- |
| Поразка   | 1    | 13 серпня 2012  | ITF Стамбул, Туреччина   | Тверде    | Танака Марі         | 0–6, 2–6      |
| Поразка   | 2    | 15 вересня 2012 | ITF Кіото, Японія        | Килим (i) | Хібіно Нао          | 4–6, 6–2, 2–6 |
| Перемога  | 1    | 23 березня 2013 | ITF Kōfu, Японія         | Тверде    | Хірото Кувата       | 6–3, 6–1      |
| Поразка   | 3    | 24 лютого 2014  | ITF Нонтхабурі, Таїланд  | Тверде    | Сюнь Фан'їн         | 6–7(2), 2–6   |
| Поразка   | 4    | 1 лютого 2015   | ITF Шарм-еш-Шейх, Єгипет | Тверде    | Анастасія Севастова | 5–7, 3–6      |
| Поразка   | 5    | 7 лютого 2015   | ITF Шарм-еш-Шейх, Єгипет | Тверде    | Мелані Клаффнер     | 5–7, 6–3, 2–6 |
| Поразка   | 6    | 30 квітня 2017  | ITF Анталія, Туреччина   | Ґрунт     | Їсалін Бонавентюре  | 4–6, 2–6      |

### Парний розряд: 16 (6–10)
| Легенда          |
| ---------------- |
| турніри $100,000 |
| турніри $75,000  |
| турніри $50,000  |
| турніри $25,000  |
| турніри $15,000  |
| турніри $10,000  |

| Фінали за покриттям |
| ------------------- |
| Тверде (2–5)        |
| Ґрунт (2–1)         |
| Трава (2–2)         |
| Килим (0–2)         |

| Результат | Ранг | Дата              | Турнір                     | Покриття   | Партнерка         | Суперниці                                | Рахунок             |
| --------- | ---- | ----------------- | -------------------------- | ---------- | ----------------- | ---------------------------------------- | ------------------- |
| Поразка   | 1    | 20 березня 2011   | ITF Міядзакі, Японія       | Килим      | Огі Тінамі        | Марі Іноуе Ока Аюмі                      | 7–5, 2–6, [8–10]    |
| Перемога  | 1    | 24 червня 2012    | ITF Mie, Японія            | Трава      | Хірото Кувата     | Іноуе Акарі Каорі Онісі                  | 6–3, 3–6, [10–5]    |
| Поразка   | 2    | 23 грудня 2014    | ITF Стамбул, Туреччина     | Тверде (i) | Катерина Яшина    | Елісе Мертенс Іпек Сойлу                 | 0–6, 6–7(3)         |
| Поразка   | 3    | 24 лютого 2014    | ITF Нонтхабурі, Таїланд    | Тверде     | Мію Като          | Нунгнадда Ваннасук Варуня Вонгтінчай     | 2–6, 2–6            |
| Поразка   | 4    | 13 квітня 2014    | ITF Мельбурн, Австралія    | Ґрунт      | Мію Като          | Джессіка Мор Александрина Найденова      | 5–7, 7–6(5), [7–10] |
| Поразка   | 5    | 9 червня 2014     | ITF Касіва, Японія         | Тверде     | Ніномія Макото    | Yuki Chiang Акі Ямасото                  | 7–5, 1–6, [5–10]    |
| Перемога  | 2    | 7 липня 2014      | ITF Ашаффенбург, Німеччина | Ґрунт      | Фудзівара Ріка    | Леслі Керкгове Ксенія Кнолль             | 6–1, 6–4            |
| Поразка   | 6    | 12 січня 2015     | ITF Шарм-еш-Шейх, Єгипет   | Тверде     | Камілла Розателло | Пія Кеніг Ева Ваканно                    | 6–4, 6–7(2), [5–10] |
| Перемога  | 3    | 19 січня 2015     | ITF Шарм-еш-Шейх, Єгипет   | Тверде     | Сіхо Акіта        | Кайса Рінальдо Перссон Кароліне Роде-Мое | 6–2, 7–6(3)         |
| Перемога  | 4    | 7 лютого 2015     | ITF Шарм-еш-Шейх, Єгипет   | Тверде     | Анна Моргіна      | Вероніка Капшай Мелані Клаффнер          | 4–6, 6–4, [10–6]    |
| Перемога  | 5    | 15 березня 2015   | ITF Мілдьюра, Австралія    | Трава      | Кувата Хірото     | Тянь Жань Ван Янь                        | 6–2, 6–0            |
| Поразка   | 7    | 25 вересня 2015   | ITF Бангкок, Таїланд       | Тверде     | Мана Аюкава       | Кувата Хірото Аяка Окуно                 | 6–2, 1–6, [6–10]    |
| Поразка   | 8    | 28 листопада 2015 | ITF Toyota, Японія         | Килим (i)  | Луксіка Кумхум    | Омае Акіко Пеангтарн Пліпич              | 6–3, 0–6, [9–11]    |
| Поразка   | 9    | 4 березня 2016    | ITF Мілдьюра, Австралія    | Трава      | Мана Аюкава       | Олівія Тьяндрамулія Джессіка Вакнік      | 0–6, 3–6            |
| Поразка   | 10   | 28 травня 2016    | ITF Каруїдзава, Японія     | Трава      | Мана Аюкава       | Фудзівара Ріка Котомі Такахата           | 1–6, 4–6            |
| Перемога  | 6    | 23 квітня 2017    | ITF Анталія, Туреччина     | Ґрунт      | Емма Лайне        | Марі Бенуа Їсалін Бонавентюре            | 3–6, 6–1, [10–4]    |